# Кисловодськ
Кислово́дськ — місто в Ставропольському краї Росії, бальнеокліматичний курорт, що входить до групи Кавказьких Мінеральних Вод.
Розташований в північних передгір'ях Великого Кавказу на висоті 720—1060 м, за 234 км від Ставрополя.

## Географія

### Клімат

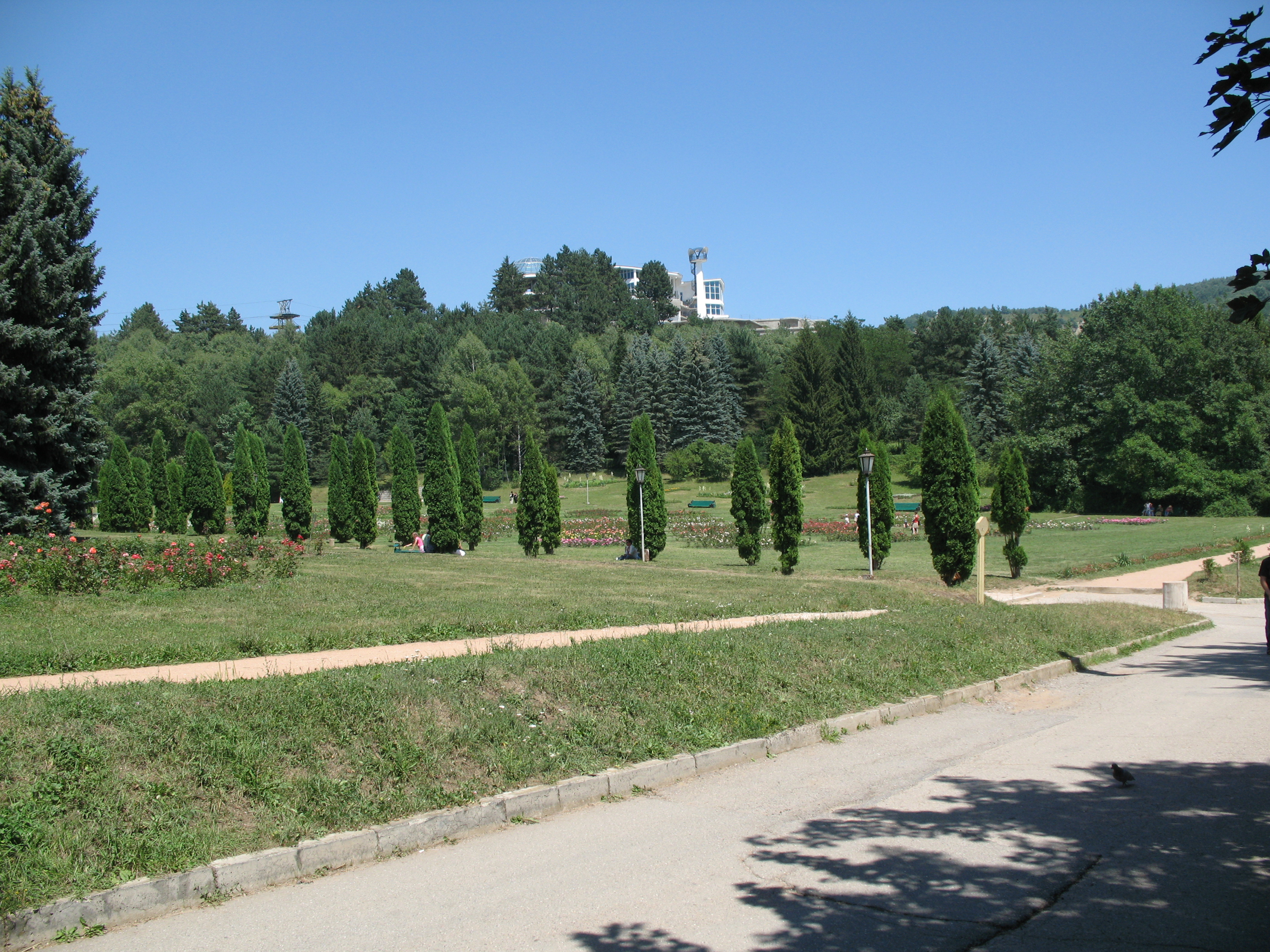
Алея троянд у Кисловодську

Клімат типовий для континентальних низькогірних районів з низьким атмосферним тиском (690 мм), помірний, повітря гіської місцевості, однак випадає багато дощів.
Найтепліші місяці — липень і серпень.
У Кисловодську розташований санаторій ім. Семашка, який спеціалізується на лікуванні захворювань нервової системи, органів дихання та серцево-судинної системи.

## Історія
Назву свою отримав від джерела, воду якого горці назвали «аче-сух», що означає кисла вода.
Історія міста пов'язана з його головним джерелом вуглекислої мінеральної води — нарзан. Офіційну історію місто веде з 1798 року, коли тут був відкритий перший лікувальний сезон. У 1803 році неподалік від Кислого колодязя було побудовано укріплення, де і виник курортний центр. Разом з тим почалося поступове заселення району і за межами укріплення. Першими поселенцями були солдати та козаки.

## Промисловість
Підприємства харчової, легкої, меблевої промисловості.

## Транспорт
В місті діє станція Кисловодськ, яка сполучає у приміському сполученні залізницею з Єсентуками, П'ятигорськом та Мінеральними Водами.
Потяги далекого сполучення від станції Кисловодськ сполучають з Москвою, Санкт-Петербургом, Ростовом-на-Дону, Адлером, Анапою, Краснодаром та іншими містами Росії. 

## Відомі особи

### Народилися
- Юрій (Георг) Гасенко (1894—1933), український політичний і громадсько-культурний діяч, інженер, письменник і дипломат.
- Борис Петровський (1908—2004), радянський і російський лікар, головний редактор Великої Медичної енциклопедії.
- Олександр Солженіцин (1918—2008), російський письменник, публіцист, лауреат Нобелівської премії (1970).

### Пов'язані з містом
- Михайло Грушевський (1866—1934), український історик, громадський та політичний діяч, помер у Кисловодську.
- Данило Мордовець (1830—1905), український і російський письменник, історик, помер у Кисловодську.
- Кузнецова-Новолейнік Домна Іларіонівна (1886—1962) — перша недипломована жінка-пілот.